# Bechonnét
Béchonnet är en fransk säckpipa av typen koniskt borrad spelpipa med dubbelrörblad. Den har en lång bordun som man har över axeln eller bunden fram mot spelpipan samt ytterligare en bordun som sitter bredvid spelpipan. Den stora "lågstämda" bordunen har en mörk ton. 
Den har även en liten Bordun som är i samma oktav som melodipipan.
Ljudet på en Béchonnet låter mer som en medeltida säckpipa än den idag vanliga skotska säckpipan. 
Säckpipor kan antingen vara "munblåsta" eller "bälgblåsta" och béchonneten är aldtid bälgblåst. Det vill säga att den har en pump som musikern placerar under armen för att pumpa in luften istället för att ha ett litet rör att blåsa in luften med. Béchonneten har sitt starkaste fäste i Auvergne och bourbonnais. Därifrån kom grundaren av modellen Joseph Béchonnet (1820-1900).